# Tennengebirge

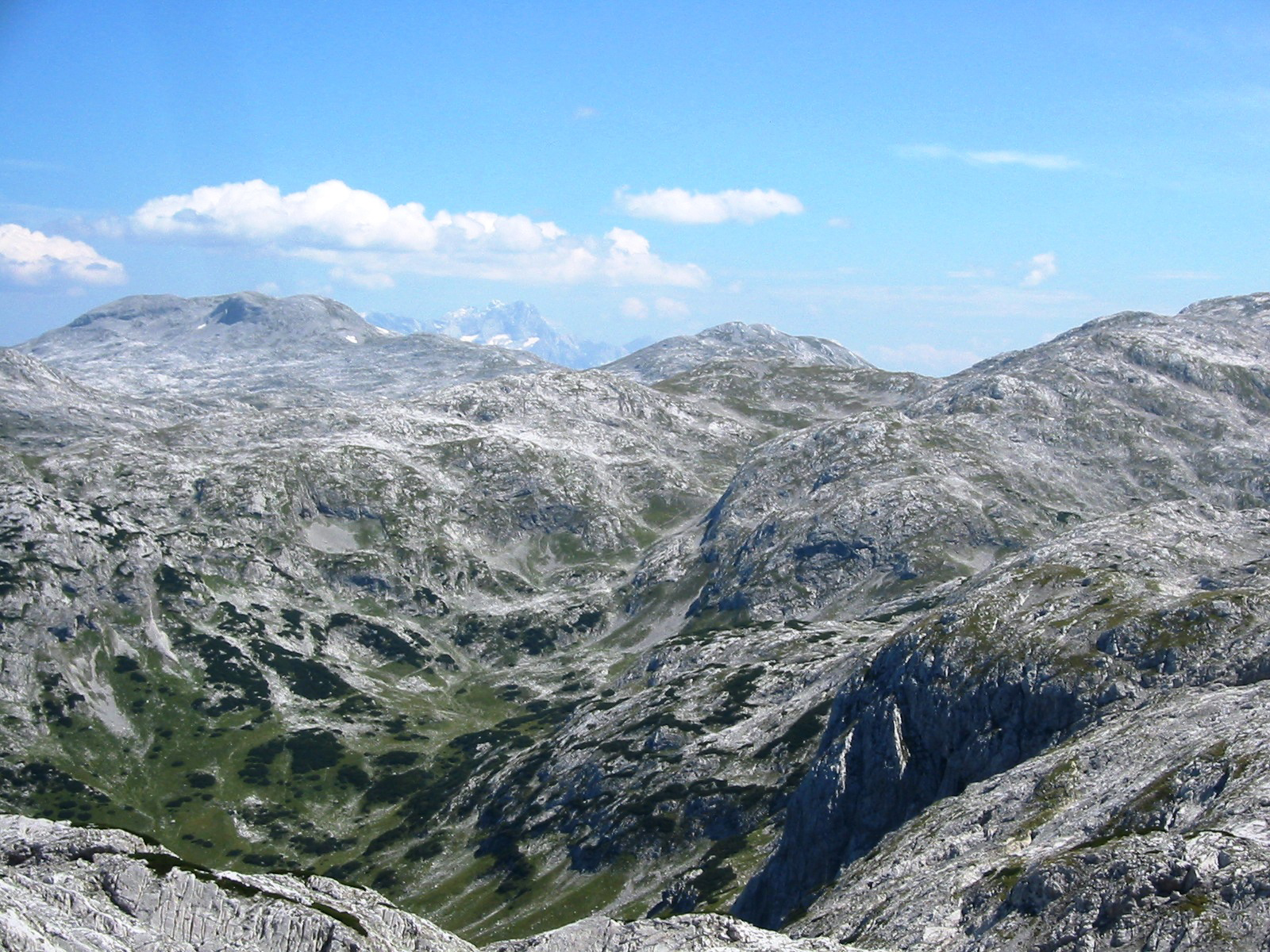
náhorní plošina Tennengebirge

Tennengebirge jsou pohořím nacházejícím se v Rakouských Alpách ve spolkové zemi Salcbursko u města Bischofshofen. Je to skalnatý hřeben, vedoucí ze severu na západ. Geograficky se hory zařazují do Východních Alp. Jde o vápencovou náhorní plošinu o ploše 60 km². Nad výškou 2000 m n. m. má plošina ještě rozlohu 37 km². Od roku 1982 je oblast prohlášena za chráněnou. Vzhledem k velkému výskytu vápence se zde nalézá mnoho krasových útvarů - jeskyně, propasti atd. Na západě masivu nalezneme největší ledovou jeskyni na světě - Eisriesenwelt.

## Poloha
Na východě odděluje Tennengebirge potok Lammerbach od vyššího a známějšího masivu Dachsteinu. Na západě tvoří hranici velké údolí řeky Salzach oddělující od sebe Tennengebirge a Berchtesgadenské Alpy, severní hranici pohoří vytváří opět potok Lammerbach, tentokráte zde rozděluje masiv s pohořím Salzkammergutberge. Dá se říci že na jihu hory Tennengebirge zakončuje dálnice A10.

## Nejvyšší vrcholy
| - Raucheck (2 431 m n. m.) - Bleikogel (2 412 m n. m.) - Lehnender Stein (2 402 m n. m.) - Werfener Hochthron (2 363 m n. m.) - Fritzerkogel (2 360 m n. m.) - Streitmandl (2 360 m n. m.) - Schubbühel (2 334 m n. m.) - Tiroler Kogel (2 324 m n. m.) - Eiskogel (2 321 m n. m.) - Briefkogel (2 316 m n. m.) | - Wieselstein (2 300 m n. m.) - Scheiblingkogel (2 290 m n. m.) - Hochkogel (2 283 m n. m.) - Fieberhorn (2 278m n. m.) - Tauernkogel (2 247 m n. m.) - Knallstein (2 234 m n. m.) - Hochkarfelderkopf (2 219 m n. m.) - Breitstein (2 161 m n. m.) - Tagweide (2 128 m n. m.) - Edelweißkogel (2 030 m n. m.) |  |

## Sídla

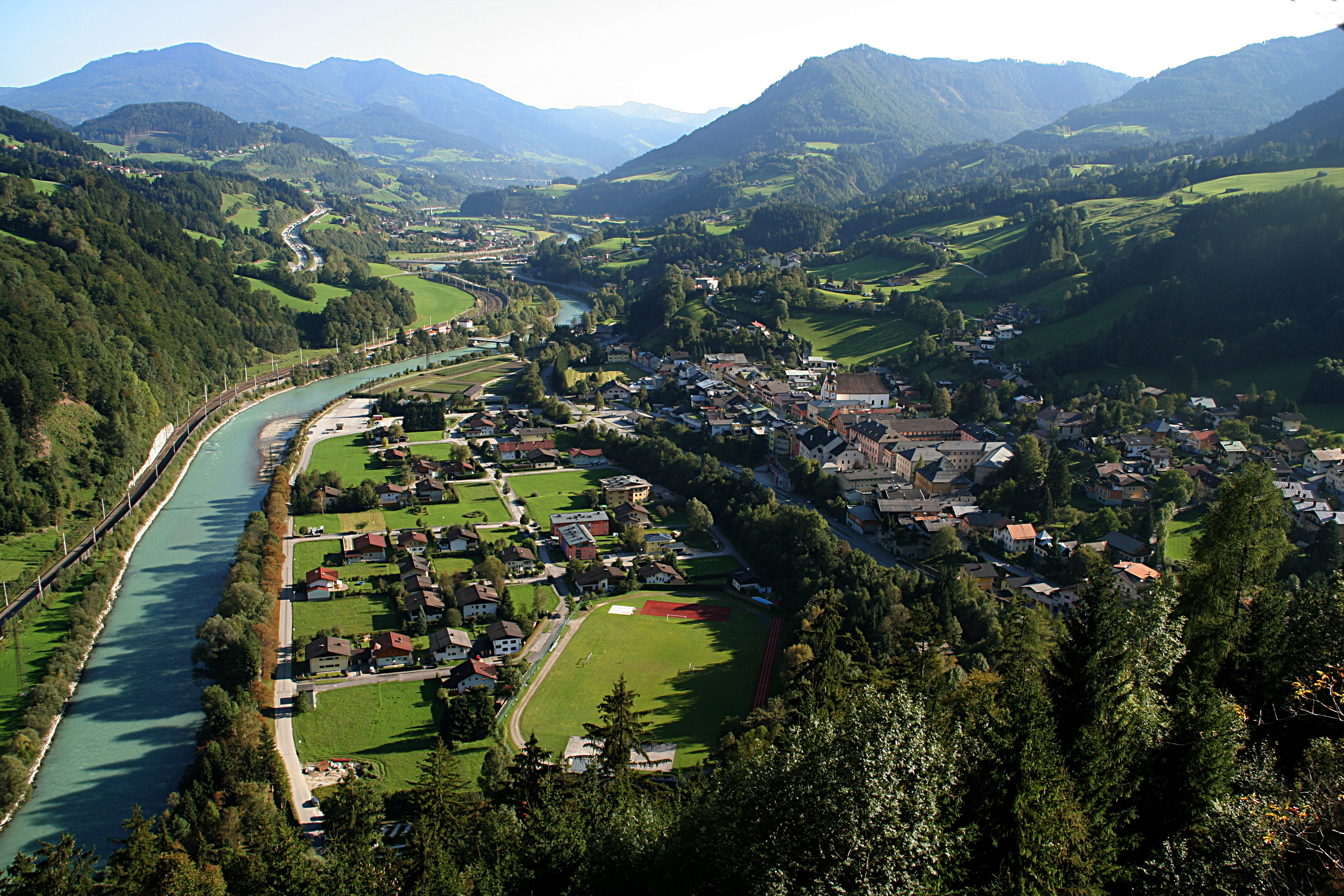
město Werfen a řeka Salzach

- Werfen
- Pfarrwerfen
- Werfenweng
- Sankt Martin am Tennengebirge
- Annaberg-Lungötz
- Abtenau
- Scheffau am Tennengebirge
- Golling

## Jeskyně

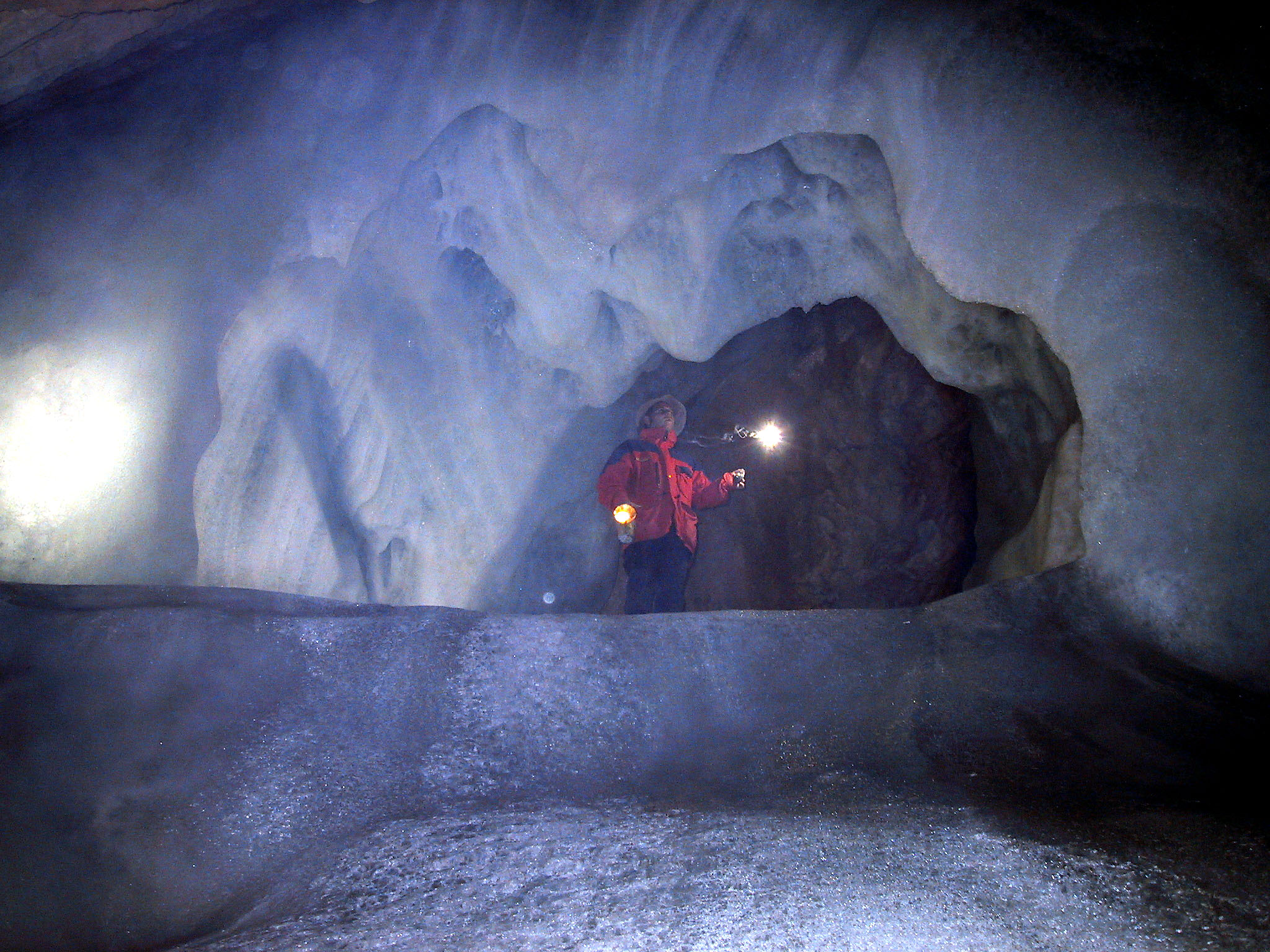
Eisriesenwelt

Pohoří Tennengebirge je mimořádně bohaté na jeskyně. Zde jsou nejznámější z nich :
- Eisriesenwelt  (délka jeskynního systému 42 km, přístupná veřejnosti)
- Brunneckerhöhle  (u sedla Pass Lueg)
- Winnerfallhöhle  (u obce Oberscheffau)
- Tricklhöhle  (vyhloubena vodou, u obce Abtenau)
- Brunneckerhöhle
- Platteneckeishöhle
- Eiskogelhöhle
- Schneeloch auf der Kuchelbergalm

## Prameny a vodopády

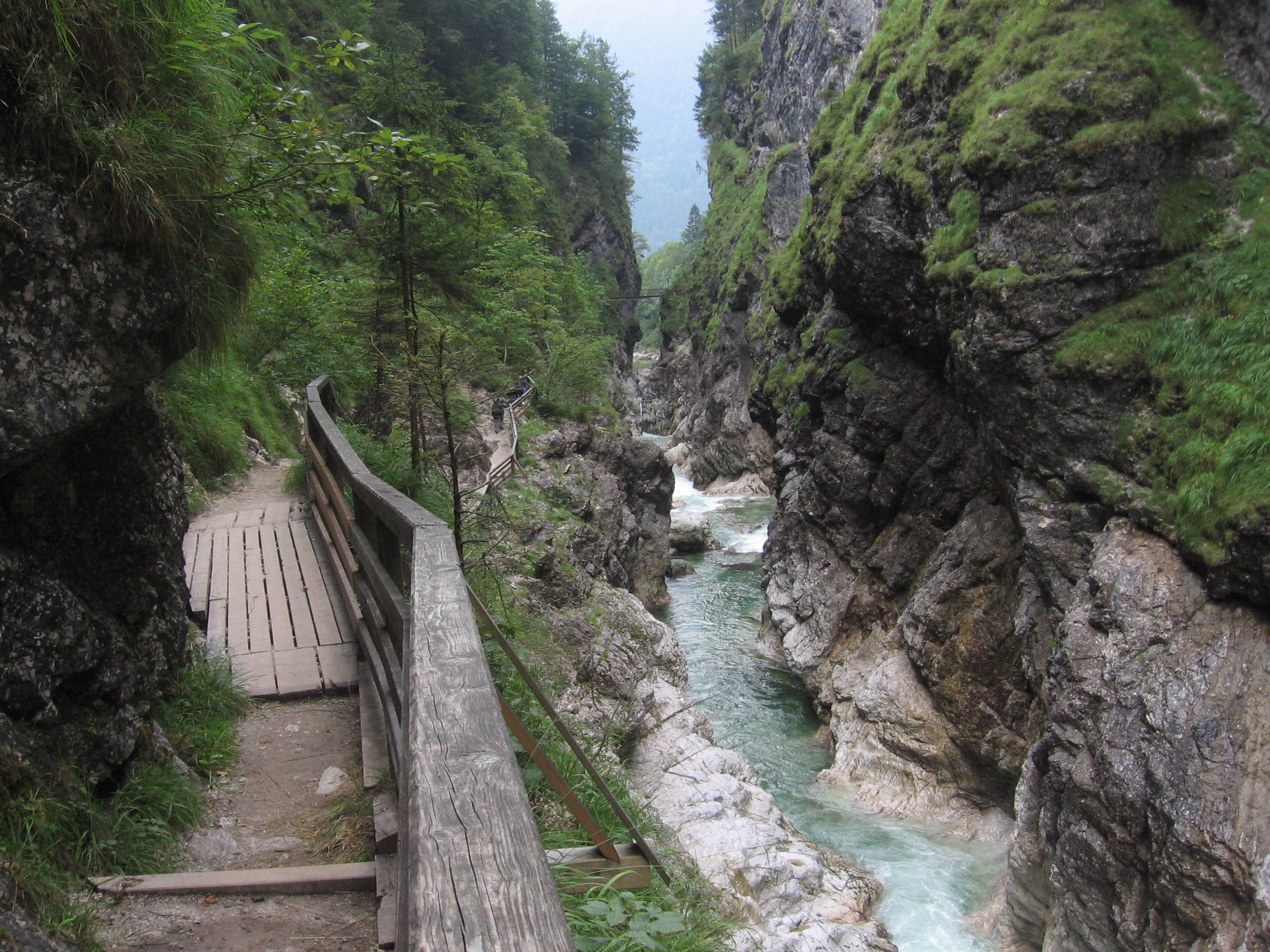
soutěska Lammerklamm potoka Lammerbach

Veškeré významnější prameny se nalézají na severním straně pohoří. Největší je pramen řeky Schwarzbach (Černá řeka) blízko Oberscheffau. Další velké prameny jsou Infang Waterhöle blízko Unterscheffau / Kuchlbach a prameny Dachser a Tricklfall blízko městečka Abtenau. Zde se také poblíž nachází solné prameny Kochsalzquelle. Velká část krasových vod se přímo vlévá do potoka Lammerbach. Po většinu roku tyto prameny vykazují jen malé množství vody (kromě Schwarzbachu) nebo jsou dokonce vyschlé. Během tání sněhu nebo po delším dešti se hladina vody uvnitř hor zvedne a obrovské prameny se stávají aktivními. Oblast o rozloze asi 120 km² je odvodňována pod zemí. Na povrchu se projevuje právě prameny. Během jednoho roku vyvřou prameny v pohoří Tennengebirge asi 200 000000000 litrů vody. To vychází zhruba na 30 litrů na každého člověka na planetě. Většina této vody v květnu pomáhá při formování silných vodopádů.

## Turismus
Pohoří Tennengebirge nabízí přechody celé náhorní planiny zpřístupněné hned několika značenými stezkami, jednou dokonce dálkovou trasou (Tenngau Trekking Extrem). Velkým nebezpečím při putování po náhorní plošině je nedostatek vody a mlha, která zobtížní orientaci. Pro horolezce je oblast také pravým rájem. Zejména vrchol Hochthron (také umělé zajištění) a jižní stěny masivu. V zimě je oblast náhorní plató ideální pro skialpinistické přechody.

### Chaty
K dispozici je zde mnoho horských chat. Nejnavštěvovanější chatou v pohoří je jednoznačně Heinrich-Hackel-Hütte, na jižním okraji hor, pro svou snadnou dostupnost.
| - Anton-Proksch-Haus (1 590 m) - Dr.-Friedrich-Oedl-Haus (1 575 m) - Dr.-Heinrich-Hackel-Hütte (1 530 m) - Edelweißerhütte (2 350 m) - Elmaualm (1 520 m) - Freilassinger Hütte (1 550 m) - Gsengalmhütte (1 450 m) | - Gwechenberghütte (1 365 m) - Laufener Hütte (1 725 m) - Leopold-Happisch-Haus (1 925 m) - Mahdegg-Alm (1 200 m) - Rossberghütte (1 000 m) - Stefan-Schatzl-Hütte (1 340 m) - Werfener Hütte (1 970 m) |  |